# Еміліян Кизицький
Св. Еміліян Кизицький — візантійський святий, сповідник. Був єпископом міста Кизика у першій половині XI ст. за правління візантійського імператора Лева V Вірменина, який видав едикт, що забороняв вшановування святих образів. Еміліян сміливо визнав і обороняв почитання святих ікон, за що його прогнали з Кизика на заслання, де він закінчив життя святого визнавця.